# Gavardo
Gavardo (IPA: /ɡaˈvardo/, Gavart o Gaart in dialetto bresciano) è un comune italiano di 12 347 abitanti della provincia di Brescia in Lombardia. Si trova nella bassa Valle Sabbia, a nord-est rispetto a Brescia, della quale è il paese più popoloso. "Gavardo gentile e cortese, ha per corona i monti e per specchio il Chiese" recita un'antica filastrocca locale.

## Geografia fisica

### Territorio

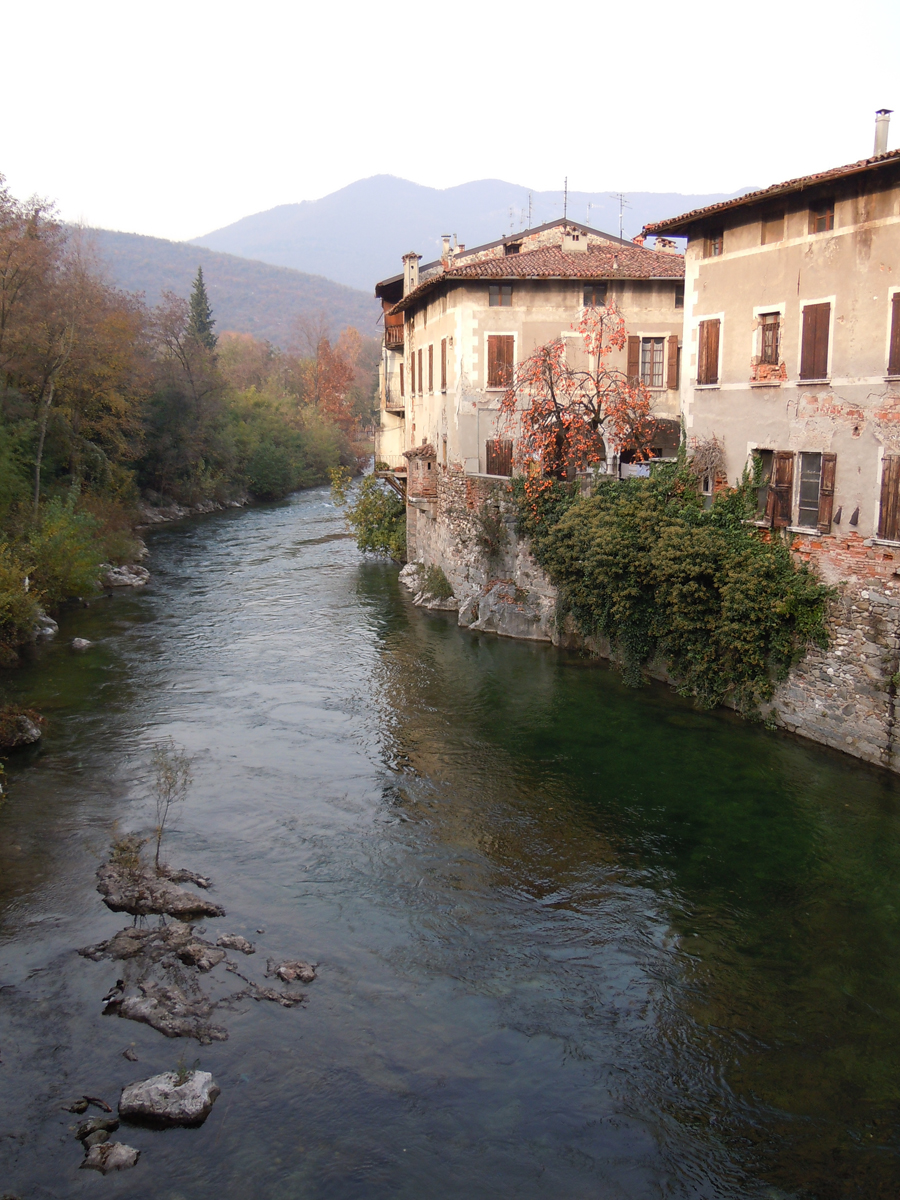
Il Chiese

Gavardo si trova all'imbocco della Valle Sabbia ad un'altitudine media di 199 m s.l.m. (il punto più basso nel territorio comunale si trova a 184 m s.l.m. e quello più alto a 877 m s.l.m.); il paese è prevalentemente collinare, con la presenza di alcuni monti che racchiudono il paese a nord e a est.
Il comune è attraversato dal fiume Chiese, dal Naviglio Grande Bresciano - che nasce a nord del paese e che ha un'origine antica, infatti veniva sfruttato dai monaci benedettini per alimentare i mulini - e dal torrente Vrenda, il quale scende da Vallio Terme e sfocia nel Chiese nella frazione di Sopraponte. Gavardo è compreso tra alcuni monti quali il Monte Budellone e il Colle di san Martino a sud ovest, i Tre Cornelli a ovest, il Monte Magno a nord e le colline di origine morenica che si estendono a est, verso Muscoline e il Benaco.
- Classificazione sismica: zona 2 (sismicità medio-alta)[7], Ordinanza PCM n. 3274 del 20/03/2003.

### Clima
Il clima è riconducibile a quello zona prealpina, con inverni piuttosto rigidi ed estati calde e afose, anche se queste ultime sono più fresche sulle alture grazie anche ai venti freschi che soffiano da Vallio Terme, in particolare durante la notte. Le precipitazioni sono abbastanza frequenti e discretamente abbondanti (attorno ai 1200 mm/anno) e nei mesi invernali diventano anche nevose.
Nonostante la vicinanza al lago di Garda, il paese non riesce a goderne dei benefici in quanto le colline moreniche ne limitano gli influssi.
- Classificazione climatica: zona E, 2494 GG[7]

## Storia

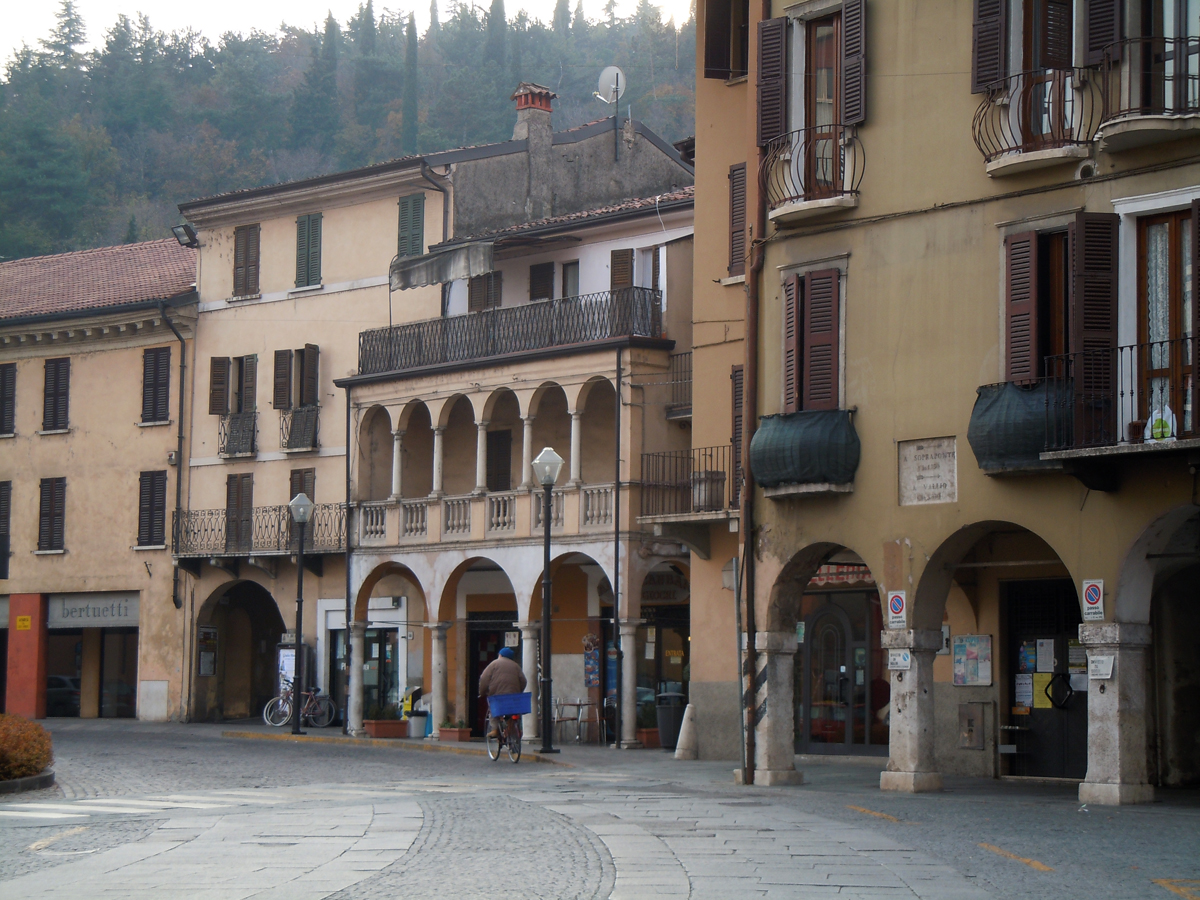
Centro storico

L'etimologia del nome Gavardo è incerta e sembra che derivi da una radice celtica che vuol dire fiume, località posta su un corso d'acqua.
Nell'antichità era una stazione sulla strada che da Brescia portava in Valsabbia, nel medioevo era un feudo vescovile e nel 1440 divenne territorio della Serenissima fino al 1797 quando Venezia viene ceduta all'Austria.
Nel 1526 il paese subì il passaggio dei lanzichenecchi di Georg von Frundsberg e due anni dopo dai tedeschi, inoltre i paesani furono contagiati dalla peste nel 1576 che tuttavia risparmiò i paesi vicini come Vallio, che non ebbe rilevanti vittime per la peste forse per la sua collocazione più ventilata, e quindi con un'aria sempre pulita e rinnovata.
Nel 1689 si verifica una piena del Chiese che portò inondazioni in tutta la valle.
Nel 1928 al comune di Gavardo vennero aggregati i soppressi comuni di Sopraponte e Soprazocco che divennero frazioni. Nel periodo fascista vengono create nuove opere come le fognature e la pavimentazione stradale.

### La seconda guerra mondiale e il dopoguerra

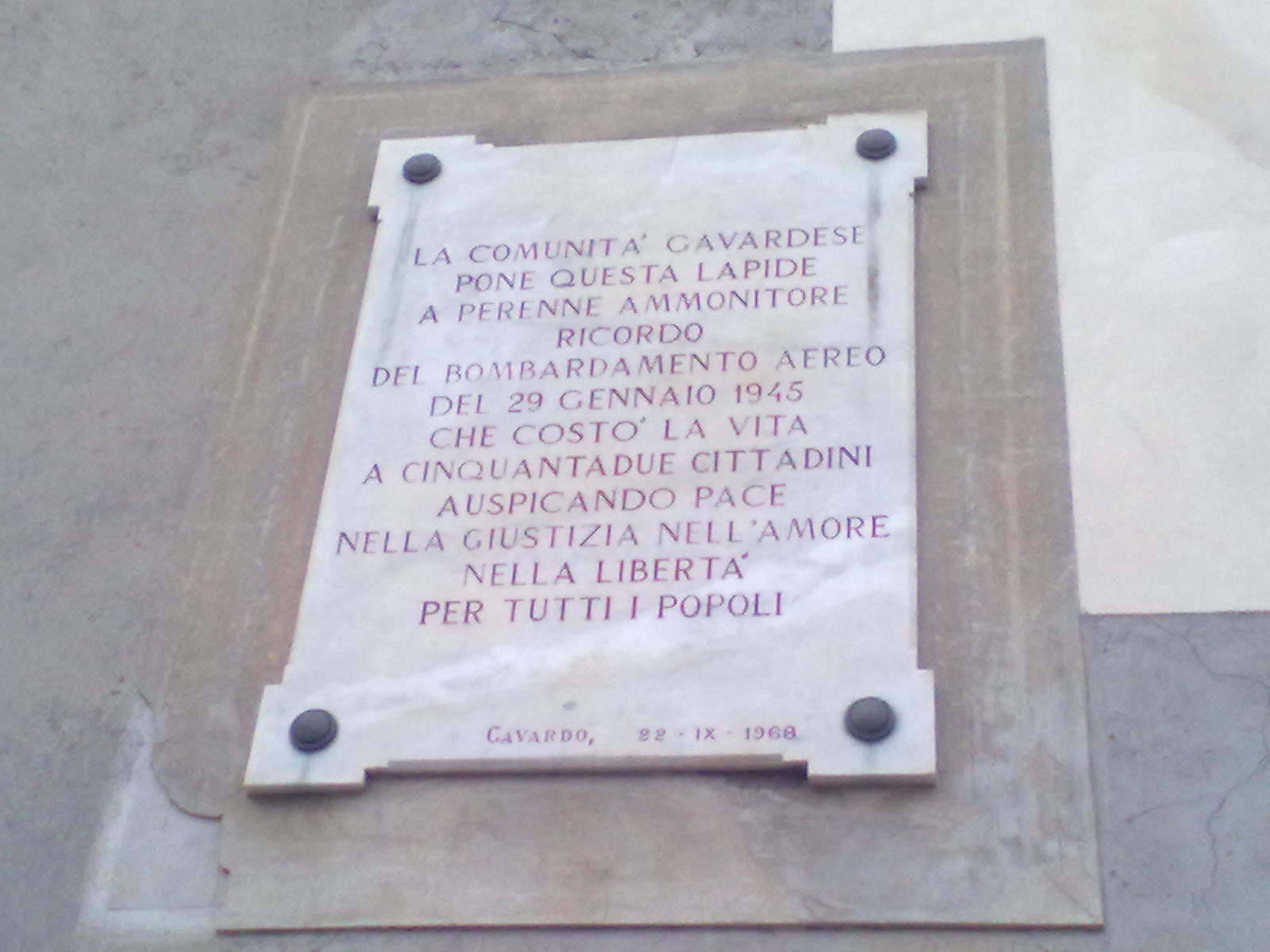
Lapide in ricordo del bombardamento

Durante la seconda guerra mondiale ci sono stati 54 gavardesi dispersi.
Il 29 gennaio 1945, a pochi mesi dal termine del secondo conflitto mondiale quando gli americani, che avevano intenzione di abbattere il ponte sul fiume Chiese per non far passare i fascisti e i tedeschi, lanciarono una bomba da un aereo che però colpì il centro storico uccidendo 52 civili.
(Lodovico Galli, Incursioni aeree su Brescia e Provincia 1944-45)
Per quanto riguarda gli avvenimenti recenti, il 24 novembre 2004 alle 23 e 59 si è verificato un terremoto di magnitudo 5,4 che ha causato diversi danni alle strutture in tutta la zona della Val Sabbia e una parte del Lago di Garda, con l'epicentro situato tra i comuni di Vobarno e Salò.

### Simboli
Lo stemma è stato concesso con D.P.R. del 13 gennaio 1994 in sostituzione del precedente già riconosciuto con D.C.G. del 26 settembre 1932:
Il comune è dotato anche di un gonfalone di color azzurro riportante lo stemma, gli ornamenti e le armi araldiche del comune.

## Monumenti e luoghi d'interesse

### Architetture religiose
Il principale luogo di culto è la chiesa parrocchiale dei Santi Filippo e Giacomo, patroni del paese, presso la quale si svolgono le principali funzioni religiose.

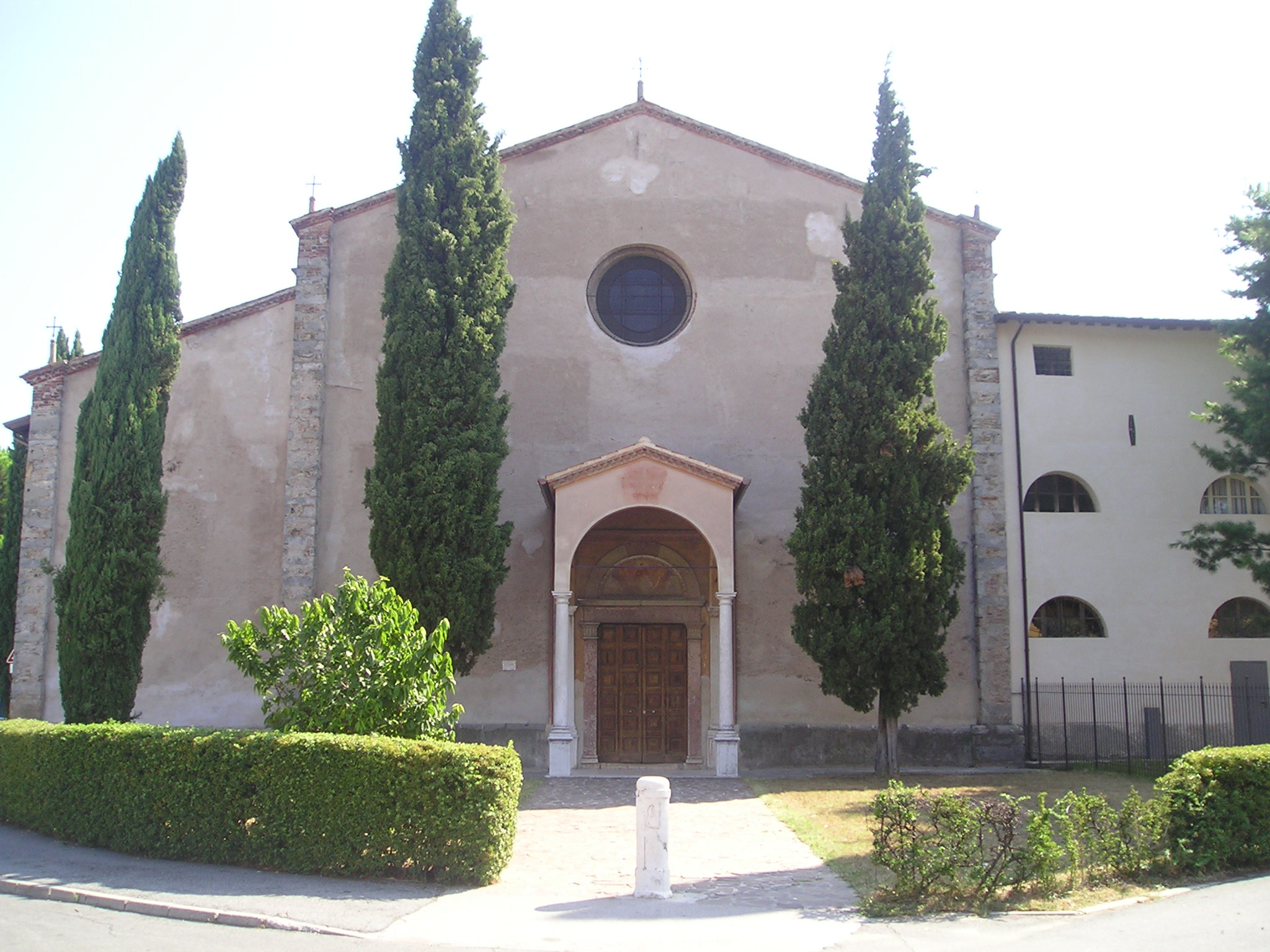
La chiesa di Santa Maria riaperta dopo il terremoto

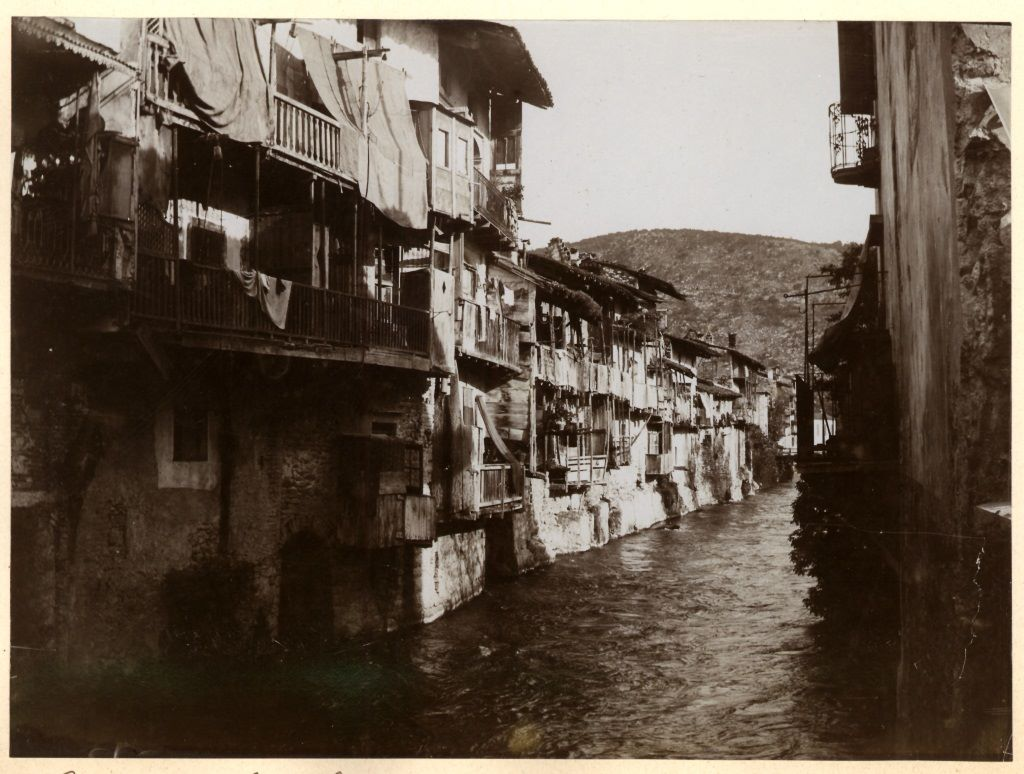
Mario Gabinio: "Gavardo, case affacciate su un canale interno", 1902.

Importanti dal punto di vista artistico e culturale sono la chiesa di San Rocco (posta all'inizio del paese venendo da Brescia), il convento delle suore Orsoline e la Chiesa di Santa Maria, posta all'interno della struttura monastica. Il convento venne edificato nel 1600 e attualmente contiene un prezioso organo, vari dipinti e statue in legno, tra cui un crocifisso cinquecentesco. Questi beni sono stati gravemente danneggiati dal sisma del 2004 e successivamente restaurati grazie alla Comunità Montana di Valle Sabbia, al Ministero dei Beni Culturali, al Comune e al parroco don Giacomo Bonetta; questi lavori sono terminati e il 3 maggio 2009, in occasione del patrono di Gavardo, è stata riaperta la Chiesa di Santa Maria. Dal 1997 il convento è sede della scuola parrocchiale paritaria "Don Bosco", materna ed elementare.

### Mulino di Gavardo

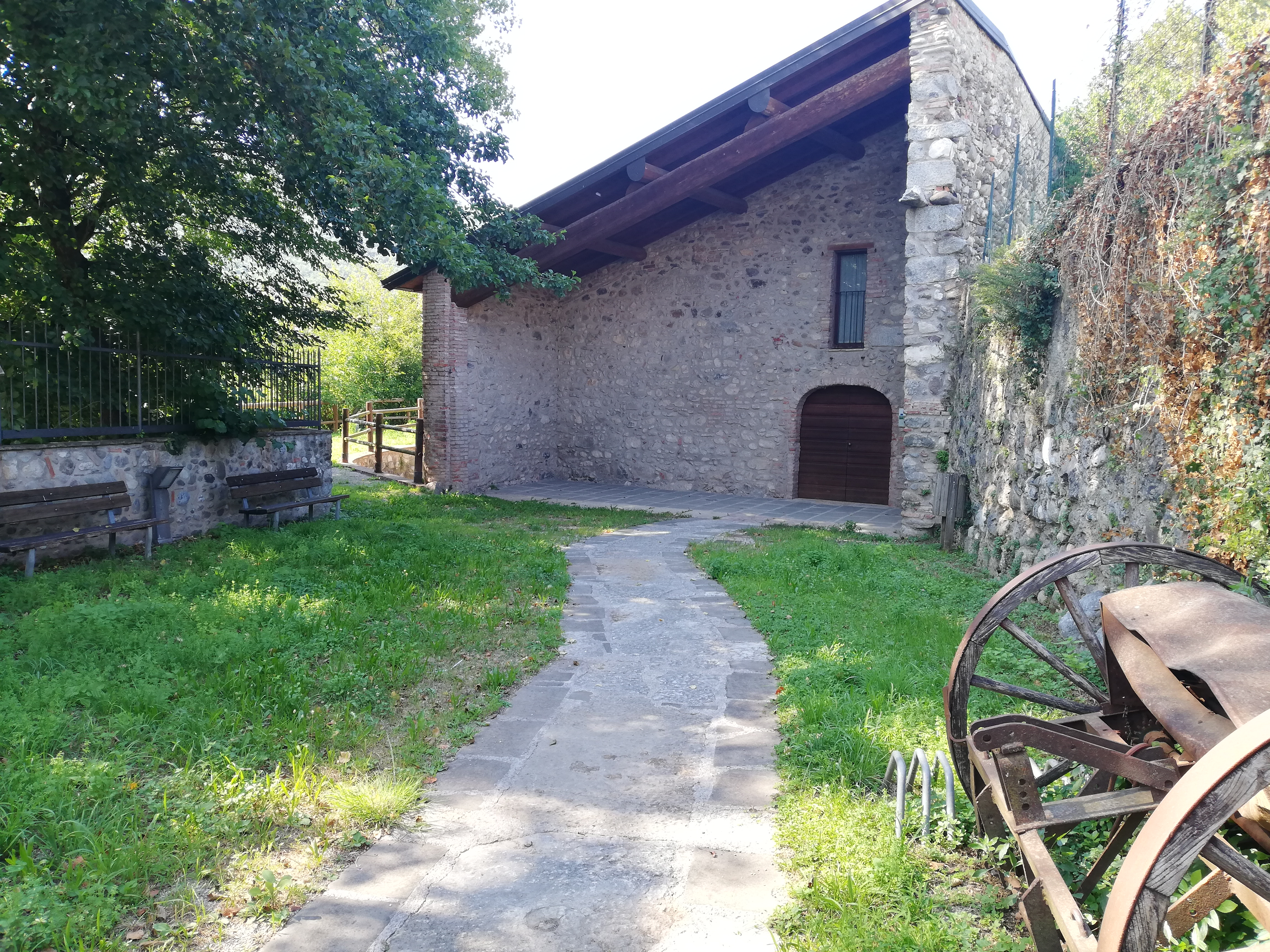
Mulino di Gavardo

L’unico esempio di mulino rimasto nel paese di Gavardo risale al 1528 ed è situato ancora oggi in via Molino sulle sponde del fiume Chiese. Durante la sua lunga esistenza il Mulino finì al centro di un’ampia discussione tra il mugnaio governante il mulino e i contadini delle zone di Montichiari e Lonato, dove il fiume Chiese termina. Questa disputa nata nel 1777 aveva come oggetto la scorretta spartizione dell’acqua defluente nel fiume Chiese e quella defluente nel Naviglio Grande Bresciano. Si pensava infatti all’epoca, che il mugnaio frenasse il libero deflusso dell’acqua verso il Chiese per favorire l’afflusso di acqua verso il naviglio Grande Bresciano che era utilizzato per l’irrigazione dei terreni dei contadini di Gavardo. L’attività del mulino cessò poi negli anni ’70 per diverse ragioni, ma principalmente per le continue esondazioni del fiume Chiese. Queste, infatti, rischiarono diverse volte di danneggiare i raccolti contenuti all’interno del mulino e i suoi macchinari. La più grave inondazione fu quella del 1966, dove l’acqua del fiume arrivò quasi alla sommità del tetto del mulino, mettendo a dura prova le sue strutture murarie e danneggiando anche alcuni macchinari all’interno.
Il complesso del mulino è formato da un edificio a pianta rettangolare dove al suo interno troviamo: il locale delle macine, un soppalco per il deposito delle granaie e le farine. Esternamente si trova un porticato che precede l’ingresso sul giardino.
Dopo la chiusura del mulino, la struttura è stata lasciata al disfacimento totale. Il tetto della struttura è ceduto in diverse parti e all’esterno sono rimaste solamente due ruote del sistema di canalizzazione: una di legno molto danneggiata e la seconda di ferro meglio conservata.
Il mulino viene poi rimesso al centro di un progetto sostenibile nel 2011, grazie alla nascita del Consorzio Idroelettrico del Mulino di Gavardo. Questo progetto tra il comune di Gavardo e il consorzio di Bonifica Chiese, ha come scopo la riqualifica del mulino di Gavardo non solo come patrimonio storico, ma soprattutto per la produzione di energia elettrica da fonti rinnovabili. L'edificio ospita alcune mostre e il presepe vivente nei giorni festivi vicini al Natale.

### La Calchera

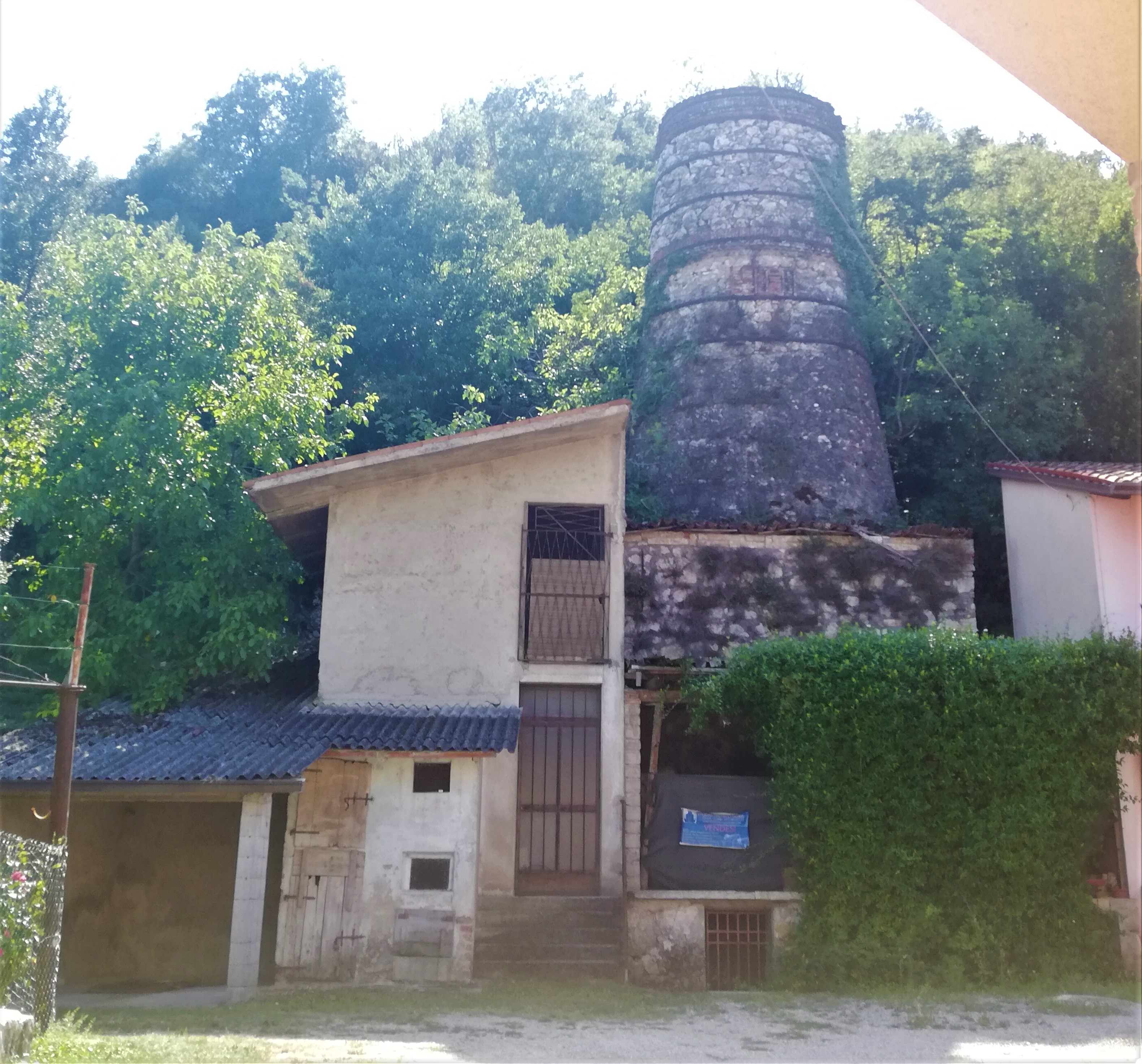
Calchera di Gavardo

A Gavardo si trovano oggi ancora i resti di un vecchio forno per la calce costruito nel 1901. Questo forno, come molti altri ormai abbandonati nei comuni limitrofi, rappresentava in passato uno dei principali guadagni dell’industria Bresciana. La fornace di Gavardo era una delle poche a produzione continua e si basava sul continuo prelievo della calce viva e sulla carica dall’alto di pietre e combustibile a strati alterni. Tutt’oggi, Il forno e la struttura principale si presentano in un forte stato di degrado e abbandono.

### Aree naturali

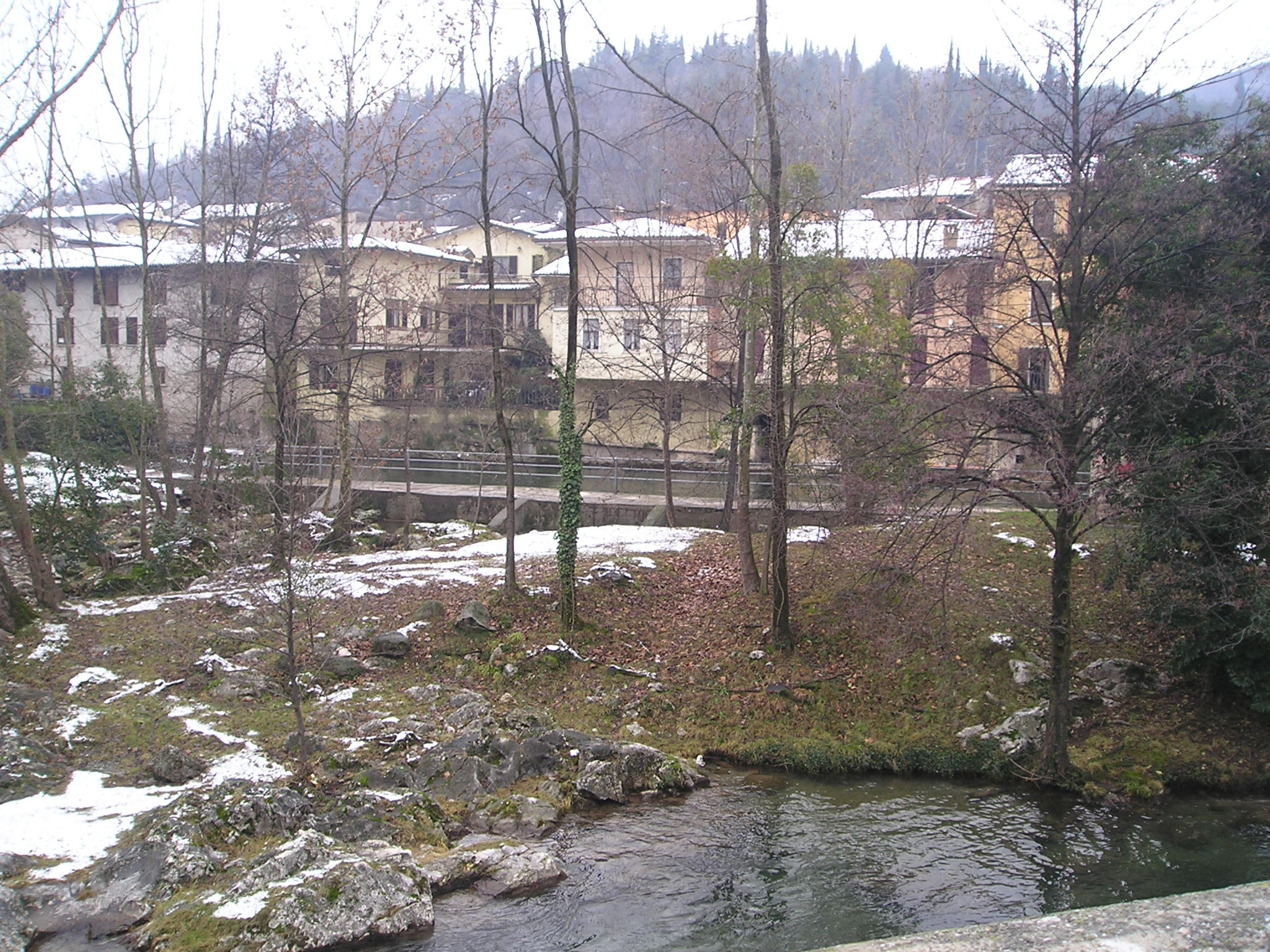
Isolo di Gavardo, sullo sfondo il Naviglio e davanti il fiume Chiese

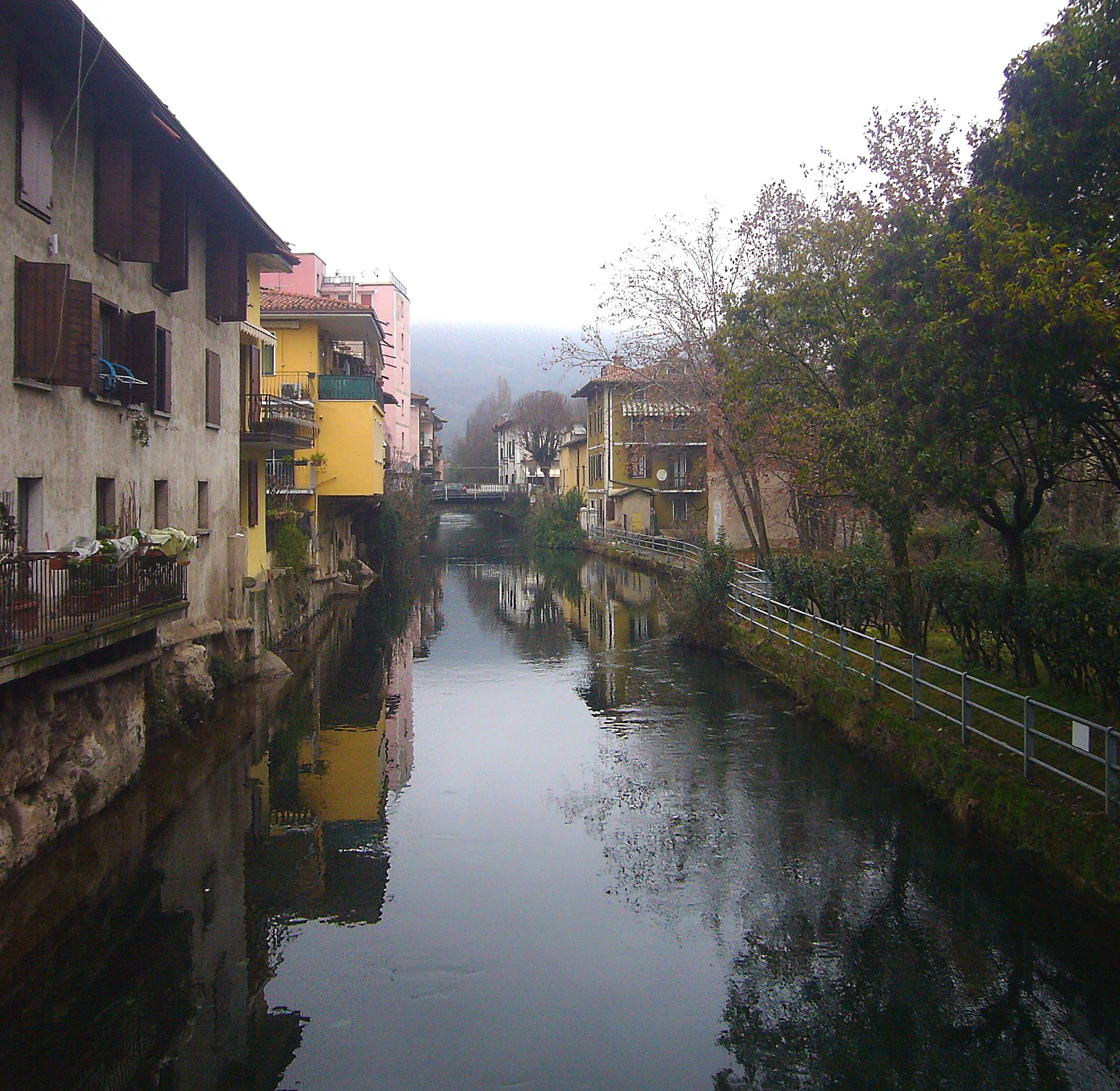
Il Naviglio Grande Bresciano all'altezza dell'Isolo

Nel centro di Gavardo si trova l'"isolo", chiamato così perché si trova tra il fiume Chiese e il Naviglio formando quindi un isolotto che è luogo di riposo per la fauna fluviale ma anche per i residenti, grazie ad alcune panchine e un parco giochi; il posto è frequentato soprattutto d'estate, grazie alla temperatura più fresca del fiume.

## Società

### Evoluzione demografica
Abitanti censiti

### Popolazione
Secondo gli ultimi dati stilati dall'amministrazione comunale nel dicembre 2008 riguardo alla distribuzione della popolazione nel territorio comunale, è stata rilevata la presenza del 67,3% del totale nel capoluogo, 13,9% a Sopraponte e 18,8% a Soprazocco.

### Etnie e minoranze straniere
La popolazione straniera residente al 31 dicembre 2020 è di 1 693 abitanti, corrispondente al 13,84% del totale delle persone residenti. Le nazionalità maggiormente rappresentate sono:
- Romania 362 (2,96%)
- Marocco 254 (2,08%)
- Pakistan 240 (1,96%)
- Albania 132 (1,08%)
- Senegal 70 (0,57%)
- Ghana 64 (0,52%)
- Burkina Faso 60 (0,49%)
- Ucraina 56 (0,46%)
- Costa d'Avorio 47 (0,38%)
- Cina 43 (0,35%)
- India 43 (0,35%)

### Istituzioni, enti e associazioni
A Gavardo è situato l'ospedale “La memoria”, gestito dalla azienda ospedaliera di Desenzano del Garda, che accoglie i pazienti di tutta la Valle Sabbia e della sponda nord occidentale del Lago di Garda, è anche sede di pronto soccorso.

## Cultura

### Istruzione

#### Biblioteche
Nel comune c'è la biblioteca comunale Eugenio Bertuetti, istituita nel 1964.

#### Scuole
Sul territorio comunale ci sono numerose scuole: nel capoluogo c'è un asilo nido, presso Gavardo e nelle frazioni di Sopraponte e Soprazocco ci sono le scuole dell'infanzia e quelle primarie mentre la scuola secondaria di primo grado si trova a Gavardo e raccoglie gli alunni delle frazioni gavardesi e dei paesi limitrofi. Nel comune mancano scuole secondarie di secondo grado che sono perlopiù concentrate a Brescia e Salò.

#### Musei
È importante segnalare la presenza del Museo archeologico della Valle Sabbia, costruito in seguito alla scoperta di un ingente deposito di fauna fossile quaternaria, effettuato nel 1954 da un gruppo di esperti ricercatori nella grotta carsica chiamata "Buco del frate".

### Media
A Gavardo è stata fondata Radio Viva FM, è ricevibile in Lombardia e Trentino-Alto Adige, è inoltre ricevibile anche nelle zone limitrofe come le Province di Novara, Piacenza, Parma e Verona e dal 2015 la copertura si è estesa anche all'Emilia.

### Musica
La più nota iniziativa culturale che ha fatto conoscere il paese in Italia e all'estero è dovuta al coro “La Faita”, nato nel 1966, che conta attualmente circa una trentina di membri i quali cantano principalmente canzoni popolari e di montagna.

## Geografia antropica

### Frazioni

#### Sopraponte
Sopraponte è una frazione situata alla foce del torrente Vrenda e si trova sulla strada per Vallio Terme e il Monte Magno.

#### Soprazocco
Soprazocco si trova ricompreso tra i monti che separano il comune da Salò.

#### Monte Magno
Situata sulle alture del comune, immersa nel verde della Valle Sabbia, è una località climaticamente fresca e adatta per escursioni e pic-nic, infatti vi si trovano alcune strutture libere quali tavoli e barbecue.
Vi si trova anche una colonia fondata da don Antonio Andreassi, struttura che in estate ospita le attività ricreative dell'oratorio di Sopraponte e di alcuni gruppi scout.

#### Altre località del territorio
Sulla strada che conduce al monte Tesio e a qualche centinaio di metri dal centro si trova il Monticello, area che comprende una proprietà gestita dagli Alpini, un percorso vita e alcuni giochi per bambini, infatti in estate questo posto è utilizzato dal CRED (Centro Ricreativo Estivo Diurno) di Gavardo. Nel territorio comunale ci sono altre frazioni più piccole: Quarena e Casalicolo sulla strada verso il Monte Magno, Fostaga e Soseto che si trovano verso Vallio Terme, Marzatica a sud-ovest del capoluogo, Limone (frazione ai piedi del monte Faita) e Rampeniga a sud-est in direzione di Muscoline.

## Economia

### Agricoltura
Per l'agricoltura si producono prevalentemente cereali, ortaggi, frutta e foraggi. Nella frazione di Soprazocco è attiva l'estrazione della sabbia.

### Artigianato
Nel paese ci sono numerose manifatture e industrie del settore tessile e calzaturiero (fino a qualche anno fa era attivo il lanificio di Gavardo, nato nel 1889 e alimentato dalle acque del fiume Chiese, ha dato lavoro a circa 1000 dipendenti) e dei materiali destinati alla costruzione.

## Infrastrutture e trasporti

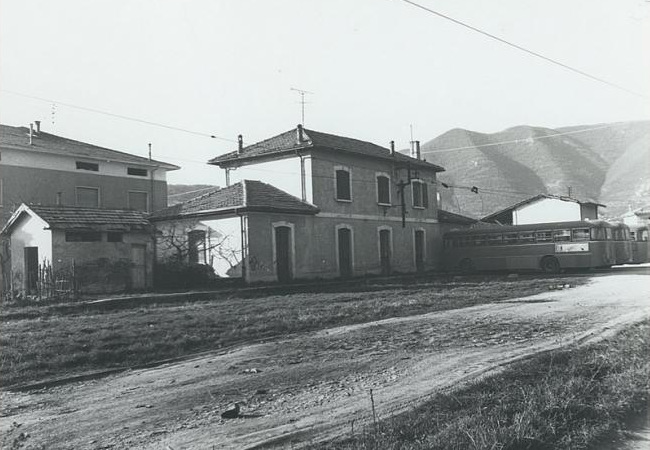
La stazione di Gavardo nel 1975

### Strade
Il territorio comunale è attraversato dalla strada statale 45 bis Gardesana Occidentale, che collega Brescia a Trento, di cui sono presenti due uscite: Gavardo-Muscoline-Vallio Terme e Soprazocco. La strada provinciale 116 Virle Treponti-Villanuova sul Clisi è il vecchio tracciato della Gardesana Occidentale e attraversa internamente il paese. Da Gavardo si diramano inoltre la strada provinciale 26, che conduce a Manerba del Garda, e la provinciale 57, che porta a Vallio Terme e confluisce nella strada statale 237 del Caffaro presso il colle di Sant'Eusebio.
Gavardo è attraversato anche dalla pista ciclabile provinciale Gavardina.

### Ferrovie e tranvie
Posta lungo il fiume Chiese e il Naviglio, Gavardo poté avvalersi in passato di due importanti collegamenti su ferro per la mobilità delle persone e delle merci:
- la ferrovia Rezzato-Vobarno, attiva fra il 1897 e il 1968 e raccordata con il locale Lanificio;
- la tranvia Brescia-Salò-Gargnano, che percorreva in sede promiscua la strada provinciale 116, fra il 1881 e il 1931.

Quest'ultima serviva Gavardo sia con la stazione omonima, ubicata nei pressi dell'incrocio fra via Quaranta e via Ponte Arche, sia con due fermate, Gavardo Ponte e Bostone, presso il Lanificio. Sulla linea ferroviaria furono operative la stazione di Gavardo e la fermata di Bostone.

### Autolinee
Gavardo appartiene alla sottorete "Garda e Val Sabbia" del servizio autobus extraurbano della provincia di Brescia, gestito dal consorzio Trasporti Brescia Nord, ed è servito dall'autolinea S202 Brescia-Gargnano/Vestone. Il paese è inoltre capolinea delle autolinee LN002 per Vallio Terme, LN003 per San Quirico e LN004 per Calvagese della Riviera.

## Amministrazione
Elenco dei sindaci di Gavardo dal 1946 ad oggi:
| Periodo | Periodo | Primo cittadino   | Partito | Carica  | Note |
| ------- | ------- | ----------------- | ------- | ------- | ---- |
| 1946    | 1964    | Guido Franchi     | DC      | Sindaco |      |
| 1964    | 1975    | Mario Baronchelli | DC      | Sindaco |      |
| 1975    | 1985    | Gabriele Avanzi   | DC      | Sindaco |      |
| 1985    | 1995    | Gian Paolo Mora   | DC      | Sindaco |      |

Di seguito l'elenco dei sindaci eletti direttamente dai cittadini (dal 1995):
| Periodo         | Periodo         | Primo cittadino     | Partito      | Carica           | Note                 |
| --------------- | --------------- | ------------------- | ------------ | ---------------- | -------------------- |
| 24 aprile 1995  | 14 giugno 2004  | Gaetano Mora        | PPI          | Sindaco          | [ 22 ] [ 23 ]        |
| 14 giugno 2004  | 8 giugno 2009   | Gian Battista Tonni | DL           | Sindaco          | [ 24 ]               |
| 8 giugno 2009   | 13 gennaio 2017 | Emanuele Vezzola    | FI           | Sindaco          | [ 25 ] [ 26 ] [ 27 ] |
| 13 gennaio 2017 | 20 luglio 2018  | Sergio Bertoloni    | LN           | Vicesindaco f.f. | [ 28 ]               |
| 20 luglio 2018  | 27 maggio 2019  | Anna Pavone         |              | Commissario      |                      |
| 27 maggio 2019  | in carica       | Davide Comaglio     | lista civica | Sindaco          |                      |

## Sport

### Atletica
L'atletica è rappresentata dalla società "Atletica Gavardo 90", iscritta alla FIDAL, Federazione italiana di atletica leggera, che ha sede presso il palazzetto dello sport con una pista da atletica costruita da pochi anni.

### Basket
Per il basket si ha il Basket Gavardo gioca nel campionato di Serie D.

### Calcio
La principale squadra di calcio della città è l'A.C. Gavardo che milita nel girone D lombardo di Prima Categoria. ed ogni anno, durante il fine settimana che precede la Pasqua, ospita il torneo UNICEF (dal 2013 trasformato in ABE - Associazione Bambino Emopatico) per la categoria giovanissimi che raggruppa 12 squadre provenienti dall'Italia e dall'Europa. È nata nel 1925, e, dal 2014, la squadra si gemella con l'Udinese.

### Impianti sportivi
Nel territorio limitrofo di Bostone, frazione di Villanuova sul Clisi, sorge un palazzetto dello sport, dove praticare diverse discipline, quali: calcio, tennis, pallacanestro e atletica.